# Alfa Romeo Tipo 308
Alfa Romeo Tipo 308, 308 ali 8C-308 je dirkalnik Alfe Romeo, ki je bil v uporabi med sezonama 1938 in 1949, ko so z njim dirkali tudi Tazio Nuvolari, Luigi Villoresi, Jean-Pierre Wimille, Achille Varzi, Raymond Sommer in Oscar Alfredo Gálvez. Tipo 308 je bil eden treh dirkalnikov Alfe Romeo zasnovanih za nova pravila v sezoni 1938, ki so se razlikovali predvsem v motorju, ostala dva sta bila Alfa Romeo Tipo 312 z V12 motorjem in Alfa Romeo Tipo 316 z V16 motorjem. Dirkalnik je bil mišljen le za konec tridesetih let, toda druga svetovna vojna je prekinila dirkanje v Evropi, po koncu pa so se na dirke moštva vrnila s starimi dirkalniki, ki so jih uporabljala pred vojno. Skupaj so bili narejeni le štirje dirkalniki. Šasija je bila izpeljana iz zelo uspešnega modela Alfa Romeo P3, motor pa iz modela 8C 2900. Zadolžen za dizajn in izdelavo je bil Gioacchino Colombo pod nadzorom Enza Ferrarija. Dirkalnik je sicer dosegel šestnajst zmag, toda na najpomembnejših dirkah ni bil konkurenčen nemškima dirkalnikoma. Najuspešnejši dirkač je bil Oscar Gálvez, ki je dosegel sedem zmag z dirkalnikom 308, vse na južnoameriških dirkah. 

## Pomembnejše zmage
| Leto | Dirka                           | Dirkač                | Poročilo |
| ---- | ------------------------------- | --------------------- | -------- |
| 1938 | Velika nagrada Ria de Janeira   | Carlo Maria Pintacuda | Poročilo |
| 1946 | Velika nagrada Pariza           | Jean-Pierre Wimille   | Poročilo |
| 1946 | Velika nagrada Roussillona      | Jean-Pierre Wimille   | Poročilo |
| 1946 | Velika nagrada Burgundije       | Jean-Pierre Wimille   | Poročilo |
| 1947 | Copa Acción de San Lorenzo      | Achille Varzi         | Poročilo |
| 1947 | Velika nagrada Rafaele          | Oscar Gálvez          | Poročilo |
| 1947 | Velika nagrada Interlagosa      | Achille Varzi         | Poročilo |
| 1947 | Velika nagrada Ria de Janeira   | Francisco Landi       | Poročilo |
| 1947 | Semana de Bell Ville            | Oscar Gálvez          | Poročilo |
| 1947 | Velika nagrada Montevidea       | Oscar Gálvez          | Poročilo |
| 1947 | Velika nagrada Mar del Plate    | Oscar Gálvez          | Poročilo |
| 1948 | Velika nagrada Interlagosa      | Francisco Landi       | Poročilo |
| 1948 | 100 Millas Playas de Necochea   | Oscar Gálvez          | Poročilo |
| 1948 | Velika nagrada Ria de Janeira   | Francisco Landi       | Poročilo |
| 1949 | Velika nagrada Eve Duarte Perón | Oscar Gálvez          | Poročilo |
| 1949 | Semana de Bell Ville            | Oscar Gálvez          | Poročilo |